# 신혜정 (1978년)
신혜정(辛惠淨, 1978년 3월 6일~)은 대한민국의 정치인으로 제8·9대 부산광역시 사상구의원이다.

## 학력
- 신라대학교 예술대학 미술학과 서양화 졸업
- 영산대학교 법무경영대학원 행정학 석사 졸업

## 경력
- 감천초등학교 학부모 회장
- 감전초등학교 운영위원장
- 주례중학교 부운영위원장
- 제일식품 총괄매니저
- 포럼 부산의 미래를 준비하는 사람들의 모임 재무이사
- 자유한국당 사상구 당원협의회 특보단 사무국장
- 2018. 7. ~ 2022. 6. 제8대 부산광역시 사상구의회 의원
- 2018. 7. ~ 2020. 7. 제8대 부산광역시 사상구의회 전반기 의회운영위원회 위원
- 2018. 7. ~ 2020. 7. 제8대 부산광역시 사상구의회 전반기 기획행정위원회 부위원장
- 2018. 7. ~ 2020. 7. 제8대 부산광역시 사상구의회 전반기 예산결산특별위원회 위원장
- 2020. 7. ~ 2022. 6. 제8대 부산광역시 사상구의회 후반기 의회운영위원회 위원
- 2020. 7. ~ 2022. 6. 제8대 부산광역시 사상구의회 후반기 복지도시위원회 위원
- 2020. 7. ~ 2022. 6. 제8대 부산광역시 사상구의회 후반기 예산결산특별위원회 위원장
- 국민의힘 사상구 당원협의회 여성부장
- 국민의힘 부산시당 부대변인
- 2022. 7. ~ 2024. 3. 제9대 부산광역시 사상구의회 의원
- 2022. 7 .~ 2024. 3. 제9대 부산광역시 사상구의회 전반기 행정경제위원회 위원장
- 2022. 7 .~ 2024. 3. 제9대 부산광역시 사상구의회 전반기 의회운영위원회 위원장

## 역대 선거 결과
|  | 36.43% |

|  | 38.60% |